# Río Apolinario
El río Apolinario, también es conocido como río Socarrón, es un curso natural de agua que nace en la cordillera de los Andes de la Región de Coquimbo y fluye hacia el poniente hasta desembocar el río del Medio (El Carmen).

## Trayecto
El río nace en la cordillera de los Andes con dirección oeste y recibe al río Sancarrón y sigue su trayecto más al poniente y recibe las aguas del río Apolinarito hasta desembocar en el río del Medio (El Carmen).

## Caudal y régimen
El río Apolinarito o Socarrón drena las laderas del extremo norte del cerro del Medio con lo que aporta cerca del 40% del caudal de su río principal, del Medio.: 231 
La Dirección General de Aguas divide la cuenca en tres partes:: 49–50 
1. La subcuenca del Carmen, que desde su nacimiento en la cordillera de los Andes hasta su junta con el río del Tránsito presenta un régimen nival, con crecidas en diciembre en años húmedos, producto de los deshielos, mientras que en años secos se observan caudales muy bajos a lo largo de todo el año. El período de estiaje ocurre en el trimestre mayo-julio.
2. La subcuenca del Tránsito, que drena el río el Tránsito y el Conay, tiene un régimen nival, con crecidas entre noviembre y enero, en años húmedos, mientras que en años secos se observan caudales muy bajos a lo largo del año. El período de estiaje ocurre en el trimestre julio-septiembre.
3. La subcuenca del Huasco, que desde su nacimiento en la confluencia de los ríos El Tránsito y El Carmen, posse un régimen nival, con crecidas en diciembre y enero en años húmedos, producto de los deshielos. En años secos se observan caudales muy bajos durante todo el año, especialmente entre noviembre y abril, debido a la poca acumulación nival que se produce en este tipo de años. El período de estiaje ocurre en el trimestre agosto-octubre.

Hans Niemeyer, sin embargo, no es tan enfático. Al señalar que su régimen es nival, advierte que muchos años el régimen, o su caudal, tiene 2 puntas, una durante el periodo de lluvias y una durante el periodo de deshielo.: 232 

## Historia
Francisco Solano Asta-Buruaga y Cienfuegos escribió en 1899 en su Diccionario Geográfico de la República de Chile sobre el río:
Polinario ó Apolinario.-—Riachuelo del departamento de Vallenar. Tiene nacimiento en su extremidad del SE. á la base norte del cerro de Doña Ana, en los Andes. Es el afluente superior de los que forman el río del Carmen ó de los Naturales.
Luis Risopatrón lo describe en su Diccionario jeográfico de Chile (1924) sobre el río:: 694 
Apolinario (Rio). Tiene su oríjen en las cordilleras que se levantan hacia el NW del paso de El Sancarron, corre al W, baña algunas vegas en un cajón mui barrancoso i se junta con el rio de El Medio, para afluir al rio Primero, del de El Carmen. 118, p. 93, 104 i 107; 134; i 155, p. 46; arroyo en 118, p. 78; i quebrada en 67, p. 312; riachuelo Polinario o Apolinario en 155, p. 568; i Polinario en 66, p. 12 i 220.